# Ернест Боргнайн
Ернест Борґнайн (англ. Ernest Borgnine, справжнє ім'я — італ. Ermes Effron Borgnino — Ермес Еффрон Борньїно; 24 січня 1917, Коннектикут — 8 липня 2012, Лос-Анджелес) — американський актор, лауреат премії «Оскар» за найкращу чоловічу роль (1955).

## Біографія

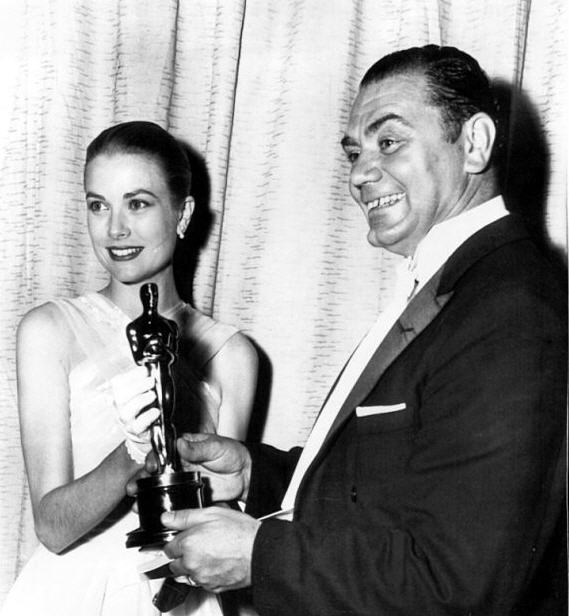
Ґрейс Келлі вручає премію «Оскар» Борґнайну за роль Марті Пілетті у стрічці «Марті», 1956.

Ермес Еффрон Борньїно (італ. Ermes Effron Borgnino) народився 24 січня 1917 року у сім'ї вихідців з Італії. Після закінчення школи він протягом десяти років служив у ВМС США. У 1941 році Боргнайн пішов у відставку, але через початок Другої світової війни знову був призваний до лав армії і служив до 1945 року. Після війни він закінчив школу драматичного мистецтва Рендалла у Гартфорді та став актором театру Бартера в Абінґдоні, штат Вірджинія.
У 1951 дебютував в кіно, виконав невелику роль у стрічці «Свист на Ітонському водоспаді». Його великим проривом була роль сержанта Джадсона у стрічці «Відтепер і на віки віків» (1953). За сюжетом, сержант вбиває головного героя, якого зіграв сам Френк Сінатра. Згодом Борґнайн стабільно виконував характерні ролі другого плану у пригодницьких фільмах, таких як «Вікінги», «Пригода „Посейдона“», «Гаттака» та інші.
У 1955 році Борґнайн удостоєний премій «Оскар», «Золотий глобус» та BAFTA за головну роль у фільмі «Марті». До останніх днів, перебуваючи у похилому віці, активно знімався у кіно. Помер від ниркової недостатності 8 липня 2012 року в одному з госпіталів Лос-Анджелеса.

## Нагороди
- Медаль за відмінну поведінку
- Пам'ятна медаль оборони Америки
- Медаль «За Американську кампанію»
- Медаль Перемоги у Другій світовій війні
- «Оскар» (1955)

## Фільмографія
- 1951 — Китайський корсар[en] / China Corsair — Ну Чанґ
- 1951 — Свист на Ітонському водоспаді / The Whistle at Eaton Falls — Білл Стріт
- 1951 — Натовп[en] — Джо Кастро
- 1953 — Скарб Золотого Кондора[en] /Treasure of the Golden Condor
- 1953 — Незнайомець з револьвером /The Stranger Wore a Gun — Білл Стаґер
- 1953 — Звідси ‒ у вічність / From Here to Eternity — старший сержант Джеймс «Товстун» Джадсон ' '
- 1954 — Джонні Гітара / Johnny Guitar — Барт Лонерґан
- 1954 — Деметрій і гладіатори / Demetrius and the Gladiators — Страбон
- 1954 — Віра Круз[en] — Доннеган
- 1954 — Мисливець за головами[en] — Білл Рачин
- 1955 — Поганий день у Блек Році / Bad Day at Black Rock — Коулі Трімбл
- 1955 — Марті / Marty — Марті
- 1955 — В укриття[en] — Морган
- 1955 — Жорстока субота[en] /Violent Saturday — містер Стадт, фермер
- 1955 — Останній наказ[en] — Майк Радін
- 1955 — Квадратні джунглі[en] /The Square Jungle — Берні Браун
- 1956 — Джубал[en] — Шеп Горґана
- 1956 — Найкраще у житті нічого не варто[en] — Лью Браун
- 1956 — Троє хоробрих чоловіків[en] / Three Brave Men — Бернард Ф. «Берні» Ґолдсміт
- 1956 — Весільний подарунок, або Все як у людей / The Catered Affair — Том Герлі
- 1958 — Вікінги / The Vikings — Раґнар
- 1958 — The Badlanders[en] — Джон Макбейн
- 1958 — Пуск торпеди[en] / Torpedo Run — капітан-лейтенант Арчер Слоєн
- 1959 — Кролячий капкан / The Rabbit Trap — Едді Колт — премія Локарнского міжнародного фестивалю за найкращу чоловічу роль
- 1959 — Літо сімнадцятого ляльки[en] / Summer of the Seventeenth Doll (США, Велика Британія, Австралія) — Роо
- 1960 — Людина на мотузочці[en] / Man on a String — Борис Митров
- 1960 — Плати або вмирай[en] / Pay or Die — лейтенант поліції Джозеф Петросіно
- 1961 — Страшний суд / Il giudizio universale (Франція, Італія) — кишеньковий злодій
- 1961 — Варавва / Barabbas (США, Італія) — Люцій
- 1961 — Іди голим у світ / Go Naked in the World- Піт Страттон
- 1961 — Чорне місто / Il re di Poggioreale (Італія) — Пеппіно Наварра
- 1961 — Італійські бандити[it] (Франція, Італія) — ' 'Санте Карбоні
- 1965 — Політ Фенікса / The Flight of the Phoenix — Траккер Кобб
- 1966 — Оскар — Барні Ял ' '
- 1967 — Брудна дюжина / The Dirty Dozen — генерал-майор Ворден
- 1967 — Чука[en] — Сержант Отто
- 1968 — Легенда про Лайлу Клер[en] / The Legend of Lylah Clare — Барні Шіен
- 1968 — Полярна станція «Зебра»[en] / Ice Station Zebra — Борис весла
- 1968 — Ділення[en] / The Split — Берт Клінґер
- 1969 — Дика банда / The Wild Bunch — Дач Енгстром
- 1969 — Відчайдушні (Куля для Сандовал) / Los desesperados (Італія, Іспанія) — Дон Педро Сандовал
- 1970 — Шукачі пригод[en] — багач
- 1970 — Припустимо, вони оголосять війну і ніхто не прийде[en] / Suppose They Gave a War and Nobody Came — шериф Харв
- 1971 — Дощ у запорошене літо / Rain for a Dusty Summer — генерал
- 1971 — Хто вбив таємничого пана Фостера? / Who Killed the Mysterious Mr. Foster? (ТБ) — Сем Гілл
- 1971 — Віллард[en] — містер Мартін ' '
- 1971 — Банні О'Гейр[en] / Bunny O'Hare —  Білл Ґрін — Гринвальд
- 1971 — Ганні Колдер / Hannie Caulder — Еммет Клеменс
- 1971 — Шпигуни / The Trackers (ТБ) — Сем Пакстон
- 1972 — Людина з жорсткою шкірою[en] / Un uomo dalla pelle dura (Італія) — капітан Перкінс
- 1972 — Месники[en] (США, Мексика) —  Гуп
- 1972 — Пригода «Посейдона» / The Poseidon Adventure — детектив-лейтенант Майк Рого
- 1973 — Імператор Півночі / Emperor Of The North — Шек
- 1973 — Фактор Нептуна[en] / The Neptune Factor — Головний водолаз Дон Маккей
- 1973 — Легенда у граніті / Legend in Granite (ТБ) — Вінс Ломбарді[en]
- 1974 — Двічі у житті / Twice in a Lifetime (ТБ) — Вінс Боселлі
- 1974 — Закон і безлад[en] —  Сі
- 1974 — Неділя за містом (Моя помста) / Sunday in the Country (Vengeance Is Mine) (Канада) —  Адам Сміт
- 1975 — Диявольський дощ[en] / The Devil's Rain — Джонатан Корбіс
- 1975 — Метушня — Санторо
- 1976 — Святкові повії / Natale in casa d'appuntamento (Італія) — Макс
- 1976 — Постріл[en] (Канада) — Лоу ' '
- 1976 — Ісус із Назарету / Jesus of Nazareth (Велика Британія, Італія) (міні-серіал) — Центуріон
- 1977 — Найвеличніший / The Greatest (США, Велика Британія) — Анджело Данді
- 1977 — Пожежа! / Fire! (ТБ) — Сем Брісбейн
- 1977 — Принц і жебрак[en] — Джон Кентрі
- 1978 — Поліцейські і Робін / Cops and Robin (ТБ) — Джо Клівер
- 1978 — Привид рейсу 401 / The Ghost of Flight 401 (ТБ) — Будинок символів
- 1978 — Конвой / The Convoy — шериф Лайл Воллес
- 1979 — Руйнівники[en] — Ранн
- 1979 — Подвійний Макґаффін[en] / The Double McGuffin — Фірат
- 1979 — На західному фронті без змін / All Quiet On The Western Front (ТБ) (США, Велика Британія) — Станіслав Качинський — номінація премії «Еммі» Найкращому акторові другого плану міні-серіалу або фільму на ТБ
- 1979 — Чорна діра / The Black Hole — Гаррі Бут
- 1980 — Коли час йде / When Time Ran Out — детектив-сержант Том Конті
- 1980 — Суперполіцейскій / Poliziotto superpiù — (США, Італія) сержант Віллі Данлоп
- 1981 — Втеча з Нью-Йорка / Escape from New York — Кеббі
- 1981 — Смертельне благословення / Deadly Blessing — Ісайя Шмідт — приз «Золота малина» гіршого акторові другого плану
- 1981 — Великий ризик / High Risk (США, Мексика) — Клінт
- 1983 — Молоді воїни / Young Warriors — лейтенант Боб Керріґан
- 1983 — Кровна ворожнеча[en] (ТБ) — Едгар Гувер
- 1983 — Кар пул / Carpool (ТБ) — Міккі Дойль
- 1984 — Останні дні Помпеї[en] (міні-серіал) — Маркус
- 1984 — Кодове ім'я: Дикі гуси / Geheimcode: Wildgänse[de] (ФРН, Італія) — Флетчер
- 1984 — Дорогу вказує любов / Love Leads the Way: A True Story (ТБ) — сенатор Брайтон
- 1984 — Повітряний вовк / Airwolf (ТБ) — Домінік
- 1984 — Скажений пес (Мисливець) / Cane arrabbiato[it] (Man Hunt) — Бен Робсон
- 1985 — Аліса у Країні чудес / Alice in Wonderland (ТБ) — Лев
- 1985 — Брудна дюжина: Нове завдання / The Dirty Dozen: The Next Mission (ТБ) — генерал-майор Ворден
- 1987 — : Ризиковане завдання[en] (ТБ) — генерал-майор Ворден
- 1987 — Острів скарбів / L'isola del tesoro (Міні-серіал) (Італія, ФРН) — Біллі Боунз
- 1987 — Берег скелетів / Skeleton Coast — полковник Сміт
- 1988 — Брудна дюжина: Смертельна завдання / The Dirty Dozen: The Fatal Mission (ТБ) — генерал-майор Ворден
- 1988 — Хтось заплатить? / Qualcuno pagherà (Італія) — Віктор
- 1988 — Спайк із Бенсонгерста / Spike of Bensonhurst[en] — Бальдо Качетті  — премія «Незалежний дух» за найкращу чоловічу роль другого плану
- 1988 — Рухома мішень / Bersaglio sull'autostrada (Італія) — Капітан Моррісон
- 1988 — Великий сприятливий поворот / The Big Turnaround — Батько Лопес
- 1989 — Гумового ведмежати не цілують / Gummibärchen küßt man nicht (ФРН) — Єпископ
- 1989 — Джейк Спеннер — приватний сищик / Jake Spanner, Private Eye (ТБ) — Сел
- 1989 — Океан / Oceano (міні-серіал) (Італія, Іспанія, Венесуела) — Педро Отшельник
- 1990 — Операція «Лазер» / Laser Mission (США, ФРН. ПАР) — професор Браун
- 1990 — Усі ми смертні / Any Man's Death (ПАР) — Гер Генц
- 1990 — Явища / Appearances — Еміль Дензіг
- 1990 — Останній матч / The Last Match (США, Італія) — тренер
- 1990 — Мінливості війни / Tides of War (Італія) доктор
- 1991 — Опалений берег / Mountain of Diamonds (ТБ) (Німеччина, Франція, Італія) — Еміль
- 1992 — Коханка / Mistress — камео
- 1993 — Операція «Лазер» 2:Полювання за блакитним діамантом / Der Blaue Diamant (Німеччина) — Ганс Крюгер
- 1993 — Ветеринар Христина / Tierärztin Christine (ТБ) (Німеччина) — доктор Густав Грубер
- 1994 — Дух сезону / Spirit of the Season — дідусь
- 1994 — Злочинці: легенда про О. Б. Теггарте / Outlaws: The Legend of OB Taggart
- 1995 — Острів Каптіва / Captiva Island — Арті
- 1995 — Ветеринар Крісстіна II: Спокуса / Tierärztin Christine II: The Temptation (ТБ) (Німеччина) — доктор Густав Грубер
- 1996 — Усі собаки потрапляють до раю 2 / All Dogs Go to Heaven 2 — бульдог Карфейс Каразарс (озвучення)
- 1996 — Магазин Мерліна Містичних чудес[en] / Merlin's Shop of Mystical Wonders- дідусь
- 1997 — Флот Макхейл[en] — адмірал Макгейл старший (Кобра)
- 1997 — Гаттака / Gattaca — Цезар
- 1998 — Солдатики / Small Soldiers — Кіп Кілліґан (озвучення)
- 1998 — БЕЙСкетбол / BASEketball — Тед Денслоу '
- 1998 — Різдво для всіх собак / An All Dogs Christmas Carol — бульдог Карфейс Каразарс (озвучення)
- 1998 — Мел[en] — дідусь
- 1998 — 12 баксів / 12 Bucks — Лаккі
- 1999 — Тіні минулого / Abilene — Готіс Браун
- 1999 — Велика прогулянка маленької компанії / The Last Great Ride — Франклін Лайл
- 2000 — Гувер / Hoover — Едгар Гувер
- 2000 — Втрачені скарби острова Сотус / The Lost Treasure of Sawtooth Island — Бен Квінн
- 2000 — Поцілунок боргу / The Kiss of Debt — хрещений батько Маріано
- 2000 — Кастл-Рок / Castle Rock — Нейт
- 2002 — 11 вересня / 11'09 "01 September 11 — пенсіонер
- 2002 — Приступ / Whiplash — суддя Дюпон
- 2003 — Довга поїздка додому / The Long Ride Home — Лукас Моут
- 2003 — Американські Хобо[en] / The American Hobo — оповідач
- 2004 — Блуберрі / Blueberry — Роллінг Стар
- 2004 — Стежка війни /T he Trail to Hope Rose (ТБ) — Юджин Лоусон
- 2004 — Червоний сарай / Barn Red — Майкл Болін
- 2004 — Синє світло / The Blue Light (ТБ) — чарівний король
- 2005 — Троє внизу / 3 Below — дідусь
- 2005 — Королі залізниці / Rail Kings — паровоз
- 2005 — Прекрасне літо / That One Summer — Отіс Гарнер
- 2006 — Вилікувати горилу[it] (Італія) — Джері Варден
- 2006 — Заморожені придурки / Frozen Stupid[en] — Френк Норгард
- 2007 — Сходження Олів'єро / Oliviero Rising (Італія) — Білл
- 2007 — Дідусь на Різдво[en] / A Grandpa for Christmas (ТБ) — Берт О'Райлі — номінація премії Золотий глобус Найкращому актору міні-серіалу або фільму на ТБ
- 2008 — Снігова людина / Strange Wilderness — Майлас
- 2008 — Круті стволи[en] / Aces 'N' Eights (ТВ) — Термонд Прескотт
- 2008 — Шанс китайця / Chinaman's Chance — суддя Голідей
- 2009 — Добрі побажання / The Wishing Well — Великий Джим
- 2009 — Осіння повня[en] / Another Harvest Moon — Френк
- 2010 — Ворог Розуму / Enemy Mind — командувач
- 2010 — Код походження[en] / The Genesis Code — Карл Тейлор
- 2010 — РЕД / RED — Генрі
- 2011 — Нічний клуб / Night Club — Альберт
- 2011 — Юдейський лев[en] / The Lion of Judah — Слінко
- 2011 — Чіпка хватка / Великий Френк Баум
- 2011 — Різдвяний роман[en] / Love's Christmas Journey — Ніколас

## Премії та нагороди
- 1955 Премія БАФТА за найкращу чоловічу роль — «Марті»